# Clayhall
Clayhall est une zone anglaise située au nord-est de Londres, dans le borough londonien de Redbridge.